# Francisco Vázquez Díaz

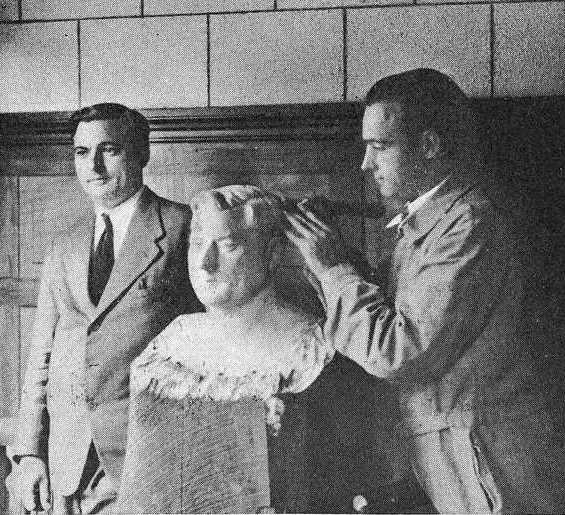
"Compostela" esculpiendo el busto "A Pepe", retrato en Vida Gallega, 1933.

Francisco Vázquez Díaz, conocido como "Compostela", (Santiago de Compostela, 7 de septiembre de 1898 - San Juan de Puerto Rico, 21 de febrero de 1988) fue un escultor gallego.

## Biografía
Hijo de un cantero, profesión que adoptó desde joven. Trabajó en talleres compostelanos y en 1920 se marchó a Madrid para ampliar sus conocimientos artísticos. De formación autodidacta, se dio a conocer el día de año nuevo de 1927 cuando colocó sus tallas de animales al lado de los leones del Congreso de los Diputados, como acto reivindicativo por no disponer de un lugar adecuado para hacer una exposición. Fue expulsado por la Guardia Civil, pero la acción iconoclasta consiguió su objetivo pues, al día siguiente el artista era conocido en toda España.
Se encargó de la decoración del pabellón de Galicia de la Exposición Iberoamericana de 1929 en Sevilla. En 1930 la Diputación de la Coruña le concedió una bolsa para ampliar estudios en el extranjero y viajó a París, donde estuvo dos años. A su regreso realizó una serie de exposiciones en Madrid, Santiago de Compostela y La Coruña, que lo proyectaron como uno de los más destacados escultores del momento.
La sublevación del 18 de julio de 1936 lo sorprendió en París. Fue el escultor oficial del Quinto Regimiento durante la Guerra Civil y autor de bustos de Rafael Alberti, José de Diego y Luis Muñoz Rivera. Al inicio de la II Guerra Mundial fue detenido en un campo de concentración en el sur de Francia. De allí pudo emigrar a la República Dominicana en diciembre de 1939. En octubre de 1940 viajó a Puerto Rico, invitado por el rector de la universidad, Juan B. Soto, para realizar demostraciones de talla directa en madera y exponer sus esculturas. Se estableció en San Juan de Puerto Rico y se casó con la profesora Margot Arce en 1942. Desarrolló una labor pedagógica en el Instituto de Cultura Puertorriqueña como director de los talleres de escultura hasta su jubilación en 1968.
Su obra es, en parte, un homenaje a su patria adoptiva. También hizo algunos monumentos en piedra destinados a honrar la memoria de personajes distinguidos: el poeta P. H. Hernández, el actor cómico Diplo y el soldado García Ledesma. Consiguió fama a través de las representaciones de temática animalística (Cocodrilo, Foca, Camellos, Cebú, Monos...) y especialmente con la serie de pingüinos humanizados y satíricos (Pingüino académico, Pingüino mona, Pingüino abad...), hechos en madera y con los que hizo una crítica divertida a diversos personajes, entre ellos, algunos de la sociedad gallega.

## Homenajes
De noviembre de 2002 a febrero de 2003, su obra volvió a Santiago de Compostela en la muestra de 26 dibujos que realizó antes de la Guerra Civil y algunas de sus esculturas en madera en el Museo de las Peregrinaciones.